# 靳昺
靳昺，字克昌，元朝绛州曲沃（今山西曲沃县）人。
兄长靳荣官至奎章阁承制学士，到朝廷做官，奉养母王氏。母亲去世，靳昺与靳荣护丧回家。路过平定州，大雷雨，流水骤至，靳昺伏在柩上，靳荣喊他避水，靳昺不忍离去，于是被水冲走。后在三里外找到王氏棺柩，在五里外找到靳昺尸体。皇帝下诏赐《孝子靳昺碑》。